# Schlechtsmühle

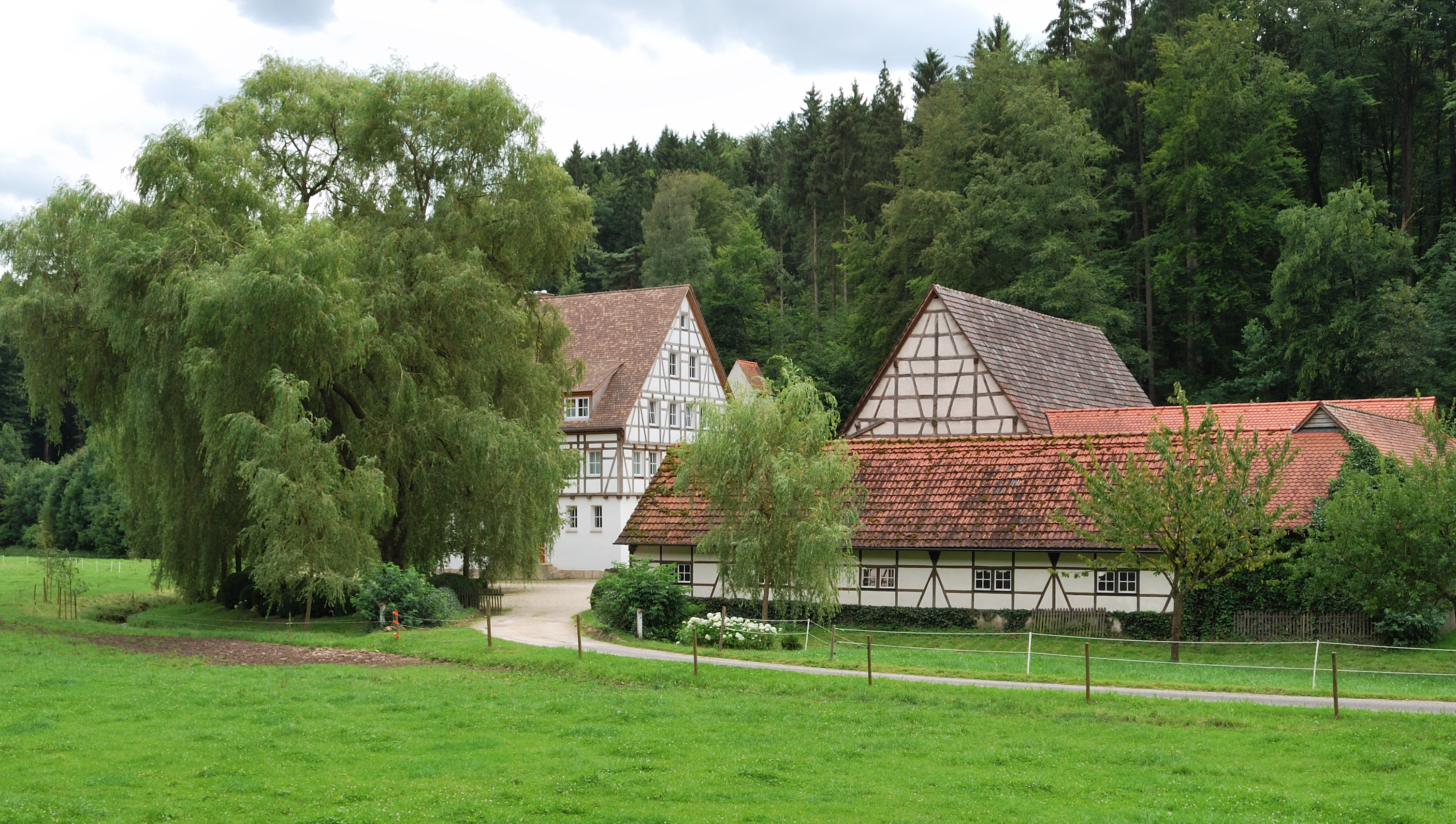
Schlechtsmühle

Die Schlechtsmühle ist die fünfte Mühle im Siebenmühlental. Sie liegt auf der Markung von Leinfelden-Echterdingen im Landkreis Esslingen und ist in Privatbesitz. Die Schlechtsmühle (auch Schlechtenmühle genannt) wurde erstmals 1451 erwähnt. Benannt wurde sie nach der Besitzerfamilie „Schlecht“. 1867 wurde sie nach einem Brand neu aufgebaut, bis 1993 wurde auf der Mühle traditionell gemahlen.

## Geschichte
Ab 1797 war die Schlechtsmühle für fast 200 Jahre im Besitz der Familie Schlecht, was sich auf die Namensgebung der (zwischenzeitlich auch Herbotsmühle genannten) Mahlstätte auswirkte. Durch die Heirat von Mathilde Schlecht (1879–1906) mit Johannes Wolf (1877–1946) ging die Mühle zur Hälfte in den Besitz der Familie Wolf über. Wolf, im April 1946 von polnischen Displaced Persons bei einem Überfall auf die Mühle erschossen, hinterließ seinem Sohn Wilhelm Wolf (1906–1996) die Mühle, die dieser bis wenige Jahre vor seinem Tod bewirtschaftete.
Wilhelm Wolf war der letzte Müller im Tal, der nach alter Tradition Korn gemahlen hat.

## Mühle
Die Mühle – erbaut 1867 – umfasst neben dem fünfstöckigen Mühlengebäude einige Nebengebäude, die zu landwirtschaftlichen Zwecken genutzt werden. 1926 wurde das oberschlächtige Wasserrad durch eine Francis-Turbine ersetzt. 1949 erfolgte der Einbau einer Spiralturbine. Die Mühle besaß einen Gerbgang und zwei Mahlgänge sowie eine Griesputzerei, vor dem Zweiten Weltkrieg wurden Walzenstühle eingebaut. Der Mühlstein stammte aus der Champagne. Nach dem Tod von Wilhelm Wolf wurde das Mahlwerk 2002 ausgebaut und einer rumänischen Landwirtschafts-Genossenschaft in Siebenbürgen übergeben.

## Heute
Heute befindet sich die ehemalige Mühle in Privatbesitz, die Familie Laible betreibt dort Viehhaltung, die sich an den Bioland-Richtlinien orientiert.